# Hássio

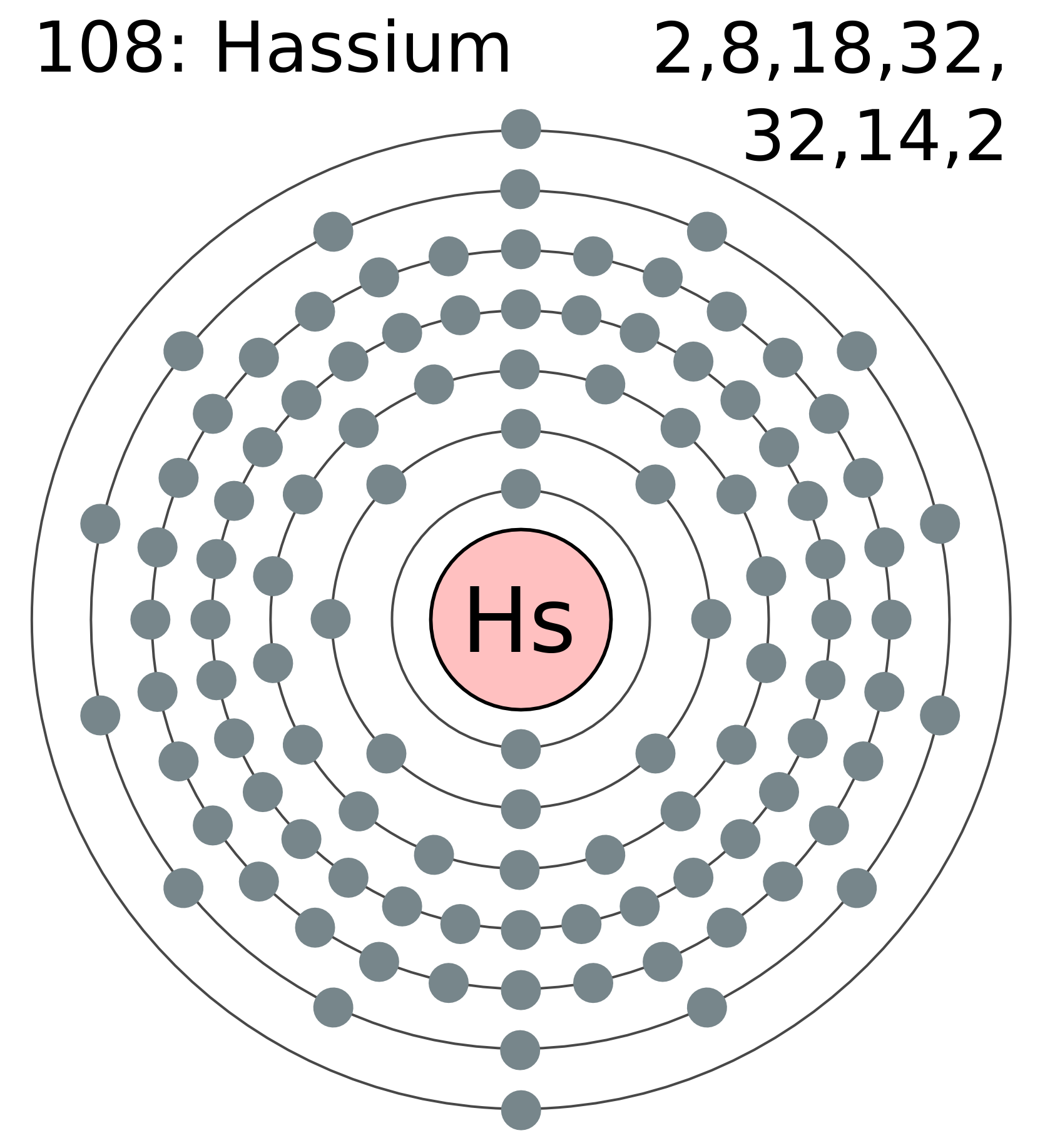
Esquema atômico do hássio

O hássio é um elemento químico artificial, símbolo Hs de número atômico 108 (108 prótons e 108 elétrons) e de massa atómica 269 u pertencente ao grupo 8 (anteriormente conhecido como 8B) da Classificação Periódica dos Elementos. Provavelmente é um sólido na temperatura ambiente. Não é encontrado na crosta terrestre.

## Obtenção
O elemento hássio foi sintetizado pelos pesquisadores alemães liderados por Peter Armbruster e Gottfried Münzenberg no laboratório GSI (Gesellschaft für Schwerionenforschung) do Institute Heavy Ion Research de Darmstadt, em 1984.
O "Hs-265" foi sintetizado incidindo sobre o Pb-208 um feixe de Fe-58 criado no Acelerador Linear Universal (UNIPLAC). Esta síntese foi confirmada posteriormente por pesquisadores russos, em Dubna.

## Propriedades
As propriedades do hássio não foram determinadas ainda devido ao seu decaimento muito rápido. O decaimento ocorre com emissão de partículas alfa (núcleos de átomos de hélio) com uma meia-vida de 2 milissegundos. Por isso, presume-se que é um elemento metálico, de transição, sólido, de coloração cinza ou branco prateado, com propriedades químicas semelhantes ao do elemento ósmio.

## Nomenclatura
Da mesma forma que os elementos 101 a 109, criou-se uma controvérsia em relação a adoção de um nome para este elemento. A IUPAC adotou temporariamente o nome unilóctio (símbolo Uno). Em 1994 o comitê da mesma organização recomentou que o elemento fosse nomeado de hahnium, e em 1997 foi adotado internacionalmente o nome Hassium, aportuguesado para hássio, que persiste até hoje. O nome do elemento é derivado de Hessen, região da Alemanha onde fica instalado o laboratório GSI.

## Propriedades químicas previstas
| Elemento     | Estados de oxidação estáveis | Estados de oxidação estáveis | Estados de oxidação estáveis | Estados de oxidação estáveis | Estados de oxidação estáveis | Estados de oxidação estáveis | Estados de oxidação estáveis | Estados de oxidação estáveis |
| ------------ | ---------------------------- | ---------------------------- | ---------------------------- | ---------------------------- | ---------------------------- | ---------------------------- | ---------------------------- | ---------------------------- |
| Ferro (Fe)   |                              |                              | +6                           |                              |                              | +3                           | +2                           |                              |
| Rutênio (Ru) | +8                           |                              | +6                           | +5                           | +4                           | +3                           | +2                           |                              |
| ósmio (Os)   | +8                           |                              | +6                           | +5                           | +4                           | +3                           | +2                           |                              |

Hássio é o sexto membro da série de metais de transição 6d e se espera que seja muito parecido com os metais do grupo da platina. Os cálculos sobre os seus potenciais de ionização, raio atômico, bem como energias orbitais de seus estados ionizados são semelhantes ao de ósmio, o que implica que as propriedades do hássio se assemelham às dos outros elementos do grupo 8, ferro , rutênio e ósmio. Algumas destas propriedades foram confirmadas por experimentos de química em fase gasosa. Os elementos do grupo 8 ilustram uma grande variedade de estados de oxidação, mas o rutênio e o ósmio prontamente apresentam o estado de oxidação +8 (o segundo maior estado de oxidação conhecido de qualquer elemento, muito raro em outros elementos) e este estado se torna mais estável à medida que se desce pelo grupo. Assim, é esperado hássio forme um estado de oxidação +8 estável. De forma análoga aos seus congéneres mais leves, o hássio também poderá mostrar outros estados de oxidação mais baixos estáveis, tais como +6, +5, +4, +3, e +2. De fato, é esperado que hássio (IV) seja mais estável do que hássio (VIII) em solução aquosa.
Os elementos do grupo 8 mostram uma muito distinta química de óxidos que permite facilmente elaborar extrapolações para o hássio. Todos os membros mais leves têm tetróxidos conhecidos ou  hipotéticos 
MO4. O seu poder oxidante diminui à medida que se desce o grupo. 
FeO4 não é conhecido devido à sua afinidade eletrônica (a quantidade de energia libertada quando um elétron é adicionado a um átomo neutro ou molécula para formar um íon negativo) extraordinariamente grande  [52] , que resulta na formação do bem conhecido oxoanião ferrato (VI) ,
FeO4-2. [53] tetróxido de rutênio, 
RuO4, formado por oxidação de rutênio (VI) em ácido, sofre rapidamente redução para rutenato (VI), 
RuO4-2.  A oxidação do metal de ruténio ao ar forma dióxido de rutênio, 
RuO2. [56] Em contraste, o ósmio queima para formar o tetróxido estável, 
OsO4, [57] [58] que se complexa com o ião hidróxido para formar um complexo de ósmio (VIII), [
OsO4(OH)2-2 [59] Por conseguinte, as propriedades eka-ósmio do hássio devem ser demonstradas pela formação de um tetróxido estável, muito volátil 
HsO4, which undergoes complexation with hydroxide to form a hassate(VIII), [HsO4(OH)2]2−. que é submetido a complexação com hidróxido para formar um hassato(VIII), [
HsO4(OH)2-2. [60] Tetróxido de rutênio e tetróxido de ósmio são ambos voláteis, devido à sua simétrica geometria molecular tetraédrica e sua carga neutra; o tetróxido de hássio deve ser similarmente um sólido muito volátil. A tendência das volatilidades dos tetróxidos do Grupo 8  é 
RuO4 < 
OsO4 > 
HsO4, o que confirma completamente os resultados calculados. Em particular, as entalpias de adsorção (a energia necessária para a adesão de átomos, moléculas, íons ou de um gás, líquido ou sólido dissolvido a uma superfície) calculada do 
HsO4, de - (45,4 ± 1) kJ/mol em quartzo , concorda bem com o valor experimental de - (46 ± 2) kJ/mol. [61]